# Sylvie
Sylvie, pseudonimo di Louise Pauline Mainguené, conosciuta anche come Louise Sylvie (Parigi, 3 gennaio 1883 – Compiègne, 5 gennaio 1970), è stata un'attrice francese.

## Biografia
Figlia di un marinaio, Julien Pierre Mainguené, e di un'istitutrice, Marie Marguerite Morel, Sylvie entrò giovanissima in conservatorio dove studiò recitazione. Nel 1903 iniziò la carriera teatrale e nel 1905 ottenne il primo successo con la commedia The Old Heidelberg e nel cinema muto, nel quale riuscì a eccellere con ruoli importanti in grandi film come Germinal (1913), ove ebbe il ruolo di Catherine Maheu. Ottenne una parte di rilievo in Delitto e castigo (1935) di Pierre Chenal.
Dopo essersi dedicata principalmente al teatro, negli anni cinquanta e sessanta apparve spesso sul grande schermo nei panni di anziana signora autoritaria, contraddistinta dallo sguardo severo e intenso. Divenne nota in Italia per aver interpretato il ruolo della Signora Cristina nel film Don Camillo (1952), collaborando a una coproduzione italo-francese che la pose a fianco del regista connazionale Julien Duvivier e degli attori francesi Fernandel (nel ruolo di Don Camillo) e Charles Vissières (nel ruolo del vescovo di Reggio Emilia).
Sylvie recitò in numerosi film per il cinema in ruoli secondari, ma fu soprattutto l'ultimo in Una vecchia signora indegna (1965) che la vide protagonista ormai più che ottantenne, e la consacrò definitivamente, dandole nuova visibilità e il riconoscimento al suo talento. 
Nel 1965 apparve ancora una volta sul piccolo schermo italiano interpretando il ruolo della misteriosa Lady Hodwyn nello sceneggiato televisivo Belfagor o Il fantasma del Louvre, dove recitò con Juliette Gréco.
Sulla scia di questo trionfo popolare, decide di ritirarsi dalle scene. A Pierre Dumayet, che la intervisterà nel 1969 nella trasmissione Vocations, dichiarerà con fierezza "Non mi sono persa la mia vecchiaia!" ("Je n'ai pas raté ma vieillesse!")
Morì il 5 gennaio 1970, all'età di 87 anni. È sepolta nel cimitero del piccolo villaggio di Saint-Guyomard, situato nella regione della Bretagna. 

### Citazioni
"La vie m'a menée, j'ai été toutes ces femmes, et moi, qu'est-ce que j'étais là-dedans? Rien. En scène, j'étais Jeanne d'Albret, la reine de Navarre; le rideau tombé, j'étais Louise Sylvie, c'est-à-dire zéro!" (Sylvie in risposta a Pierre Dumayet, Vocations, 1969)

## Filmografia

Sylvie con Fernandel nel film Don Camillo (1952)

Sylvie con Jacques Perrin e Marcello Mastroianni nel film Cronaca familiare (1962)

### Cinema
- Britannicus, regia di Camille de Morlhon - cortometraggio (1912)
- Mignon, regia di André Calmettes - cortometraggio (1912)
- Germinal, regia di Albert Capellani (1913)
- Le Coupable, regia d'André Antoine (1917)
- Roger la Honte, regia di Jacques de Baroncelli (1924)
- Delitto e castigo (Crime et châtiment), regia di Pierre Chenal (1935)
- Carnet di ballo (Un Carnet de bal), regia di Julien Duvivier (1937)
- L'avvelenatrice (L'Affaire Lafarge), regia di Pierre Chenal (1938)
- Ragazze folli (Entrée des artistes), regia di Marc Allégret (1938)
- La straniera (L'Esclave blanche), regia di Marc Sorkin (1939)
- I prigionieri del sogno (La Fin du jour), regia di Julien Duvivier (1939)
- Ecco la felicità!, regia di Marcel L'Herbier (1940)
- Romance de Paris, regia di Jean Boyer (1941)
- Montmartre sur Seine, regia di Georges Lacombe (1941)
- L'homme sans nom, regia di Léon Mathot (1943)
- Marie-Martine, regia di Albert Valentin (1943)
- La conversa di Belfort (Les Anges du péché), regia di Robert Bresson (1943)
- Il corvo (Le Corbeau), regia di Henri-Georges Clouzot (1943)
- Straniero in casa (Le Voyageur sans bagages), regia di Jean Anouilh (1944)
- L'île d'amour, regia di Maurice Cam (1944)
- Papà Goriot (Le Père Goriot), regia di Robert Vernay (1945)
- La via del penitenziario (La Route du bagne), regia di Léon Mathot (1945)
- Le Pays sans étoiles, regia di Georges Lacombe (1946)
- L'idiota (L'Idiot), regia di Georges Lampin (1946)
- Non si muore così (On ne meurt pas comme ça), regia di Jean Boyer (1946)
- Per una notte d'amore (Pour une nuit d'amour), regia d'Edmond T. Gréville (1947)
- Maschera di sangue (Miroir), regia di Raymond Lamy (1947)
- Confidences, regia di Serge Debecque (1947)
- La révoltée, regia di Marcel L'Herbier ([1948)
- Deux amours, regia di Richard Pottier (1949)
- Tous les deux, regia di Louis Cuny (1949)
- Pattes blanches, regia di Jean Grémillon (1949)
- Dio ha bisogno degli uomini (Dieu a besoin des hommes), regia di Jean Delannoy (1950)
- Sotto il cielo di Parigi (Sous le ciel de Paris), regia di Julien Duvivier (1951)
- Don Camillo, regia di Julien Duvivier (1952)
- Siamo tutti assassini (Nous sommes tous des assassins), regia di André Cayatte (1952)
- Il frutto proibito (Le Fruit défendu), regia di Henri Verneuil (1952)
- Teresa Raquin (Thérèse Raquin), regia di Marcel Carné (1953)
- Tempi nostri - Zibaldone n. 2, regia di Alessandro Blasetti (1954)
- Ulisse, regia di Mario Camerini (1954)
- Fascicolo nero (Le Dossier noir), regia di André Cayatte (1955)
- Michele Strogoff, regia di Carmine Gallone (1956)
- A colpo sicuro, regia di Carlo Rim (1957)
- Lo specchio a due facce (Le Miroir à deux faces), regia di André Cayatte (1958)
- Quai du point du jour, regia di Jean Faurez (1960)
- Cresus, regia di Jean Giono (1960)
- Cronaca familiare, regia di Valerio Zurlini (1962)
- Il castello in Svezia (Château en Suède), regia di Roger Vadim (1963)
- Una vecchia signora indegna (La Vieille dame indigne), regia di René Allio (1965)
- Umorismo in nero, regia di Claude Autant-Lara (1965)

### Televisione
- Belfagor o Il fantasma del Louvre (Belphégor ou Le fantôme du Louvre), regia di Claude Barma – miniserie TV, 4 puntate (1965)

## Doppiatrici italiane
- Rina Morelli in Don Camillo, Tempi nostri - Zibaldone n. 2, Michele Strogoff
- Giovanna Scotto in Ulisse, Teresa Raquin
- Tina Lattanzi in Ecco la felicità!
- Maria Saccenti in Fascicolo nero
- Laura Carli in Cronaca familiare
- Adriana De Roberto in Il corvo (ridoppiaggio)

## Teatro
- 1903: L'Absent de Georges Mitchell, Théâtre de l'Odéon
- 1904: La Déserteuse de Eugène Brieux et Jean Sigaux, Théâtre de l'Odéon
- 1914: Un grand bourgeois d'Émile Fabre, mise en scène Firmin Gémier, Théâtre Antoine
- 1951: La Maison de Bernarda Alba de Federico García Lorca, mise en scène Janine Guyon, Théâtre de l'Œuvre